# Vaalbank
Vaalbank is een dorp in de provincie Mpumalanga in Zuid-Afrika. 